# Nationaal park Hinchinbrook Island
Het nationaal park Hinchinbrook Island (Engels: Hinchinbrook Island National Park) is een nationaal park op Hinchinbrook-eiland voor de oostkust van de Australische deelstaat Queensland. De belangrijkste geografische kenmerken van het park is het ruige Hinchinbrook-eiland, inclusief Mount Bowen (1.121 m), The Thumb (981 m), Mount Diamantina (953 m) en Mount Straloch (922 m). Vlakbij liggen eend drietal andere nationale parken: Goold Island, Brook Islands en Family Islands.
Het park omvat 393 km² van het eiland, dat een bergachtig binnenland heeft. Het eiland en de zee eromheen bieden plek voor endemische en bedreigde diersoorten zoals de Australische muskaatduif, de rifgriel, de doejong, de zeekrokodil, de soepschildpad en de dolfijnensoort Orcaella heinsohni.
In het park is een hikerstrail en er was een lodge, Hinchinbrook Island Wilderness Lodge, dat in 2010 werd gesloten werd vanwege de Grote Recessie en kort daarna werd verwoest door de cycloon Yasi.

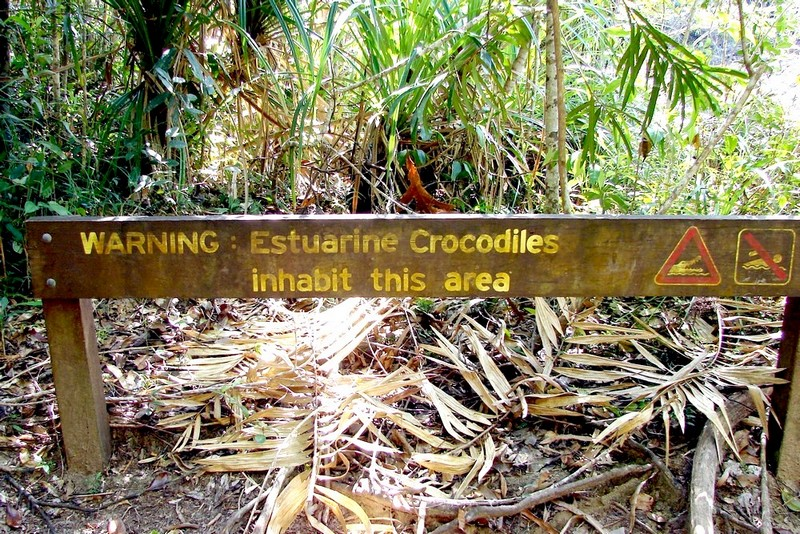
Waarschuwingsbord voor zeekrokodillen

Alton · 
Astrebla Downs · 
Auburn River · 
Barnard Island Group · 
Barron Gorge · 
Bendidee · 
Blackbraes · 
Blackdown Tableland · 
Blackwood · 
Bladensburg · 
Blue Lake · 
Bowling Green Bay · 
Brampton Islands · 
Bribie Island · 
Broad Sound Islands · 
Brook Islands · 
Bulleringa · 
Bunya Mountains · 
Burleigh Head · 
Burrum Coast · 
Byfield · 
Camooweal Caves · 
Cania Gorge · 
Cape Hillsborough · 
Cape Melville · 
Cape Palmerston · 
Cape Upstart · 
Capricorn Coast · 
Capricornia Cays · 
Carnarvon · 
Castle Tower · 
Cedar Bay · 
Chesterton Range · 
Chillagoe-Mungana Caves · 
Claremont Isles · 
Cliff Island · 
Clump Mountain · 
Coalstoun Lakes · 
Conondale · 
Conway · 
Crater Lakes · 
Crows Nest · 
Cudmore · 
Culgoa Floodplain · 
Currawinya · 
Curtis Island · 
D'Aguilar Range · 
Daintree · 
Dalrymple · 
Davies Creek · 
Deepwater · 
Denham Group · 
Diamantina · 
Dipperu · 
Dryander · 
Dularcha · 
Edmund Kennedy · 
Ella Bay · 
Endeavour River · 
Epping Forest · 
Erringibba Inlet · 
Eubenangee Swamp · 
Eudlo Creek · 
Eungella · 
Eurimbula · 
Expedition · 
Fairlies Knob · 
Family Islands · 
Ferntree Creek · 
Fitzroy Island · 
Flinders Group · 
Forbes Islands · 
Forest Den · 
Fort Lytton · 
Forty Mile Scrub · 
Frankland Group · 
Freshwater · 
Girraween · 
Glass House Mountains · 
Gloucester Island · 
Goneaway · 
Goodedulla · 
Goodnight Scrub · 
Goold Island · 
Great Basalt Wall · 
Great Sandy · 
Green Island · 
Grey Peaks · 
Halifax Bay Wetlands · 
Hann Tableland · 
Hasties Swamp · 
Hell Hole Gorge · 
Hinchinbrook Island · 
Holbourne Island · 
Homevale · 
Hope Islands · 
Howick Group · 
Hull River · 
Idalia · 
Iron Range · 
Isla Gorge · 
Japoon · 
Jardine River · 
Junee · 
Kalkajaka · 
Keppel Bay Islands · 
Kondalilla · 
Kroombit Tops · 
Kurrimine Beach · 
Lake Bindegolly · 
Lakefield · 
Lamington · 
Lawn Hill · 
Lindeman Islands · 
Littabella · 
Lizard Island · 
Lochern · 
Lumholtz · 
Magnetic Island · 
Main Range · 
Mapleton Falls · 
Maria Creek · 
Mariala · 
Mazeppa · 
Michaelmas and Upolu Cays · 
Millstream Falls · 
Minerva Hills · 
Mitchell-Alice Rivers · 
Molle Islands · 
Moogerah Peaks · 
Mooloolah River · 
Moorrinya · 
Moresby Range · 
Moreton Island · 
Mount Aberdeen · 
Mount Archer · 
Mount Barney · 
Mount Bauple · 
Mount Chinghee · 
Mount Colosseum · 
Mount Cook · 
Mount Coolum · 
Mount Etna Caves · 
Mount Hypipamee · 
Mount Jim Crow · 
Mount Martin · 
Mount OConnell · 
Mount Ossa · 
Mount Pinbarren · 
Mount Walsh · 
Mount Webb · 
Mowbray · 
Mungkan Kandju · 
Narrien Range · 
Newry Islands · 
Nicoll Scrub · 
Noosa · 
Northumberland Islands · 
Nuga Nuga · 
Orpheus Island · 
Palmerston Rocks · 
Palmgrove · 
Paluma Range · 
Peak Range · 
Percy Isles · 
Pioneer Peaks · 
Pipeclay · 
Piper Islands · 
Poona · 
Porcupine Gorge · 
Possession Island · 
Precipice · 
Quoin Island · 
Ravensbourne · 
Reliance Creek · 
Repulse Islands · 
Restoration Island · 
Round Top Island · 
Rundle Range · 
Russell River · 
Sandbanks · 
Sarabah · 
Saunders Islands · 
Simpson Desert · 
Sir Charles Hardy Group · 
Smith Islands · 
Snake Range · 
South Cumberland Islands · 
Southern Moreton Bay Islands · 
Southwood · 
Springbrook · 
St Helena Island · 
Staaten River · 
Starcke · 
Sundown · 
Sundown Barney · 
Swain Reefs · 
Tamborine · 
Tarong Mountains · 
Taunton · 
The Palms · 
Three Islands Group · 
Thrushton · 
Topaz Road · 
Tregole · 
Triunia · 
Tully Gorge · 
Turtle Group · 
Undara Volcanic · 
Venman Bushland · 
Welford · 
West Hill · 
White Mountains · 
Whitsunday Islands · 
Wild Cattle Island · 
Wondul Range · 
Wooroonooran · 
Yungaburra
Nationale parken in: AUS · NSW · NT · QLD · SA · TAS · VIC · WA